# Henryk Słonina

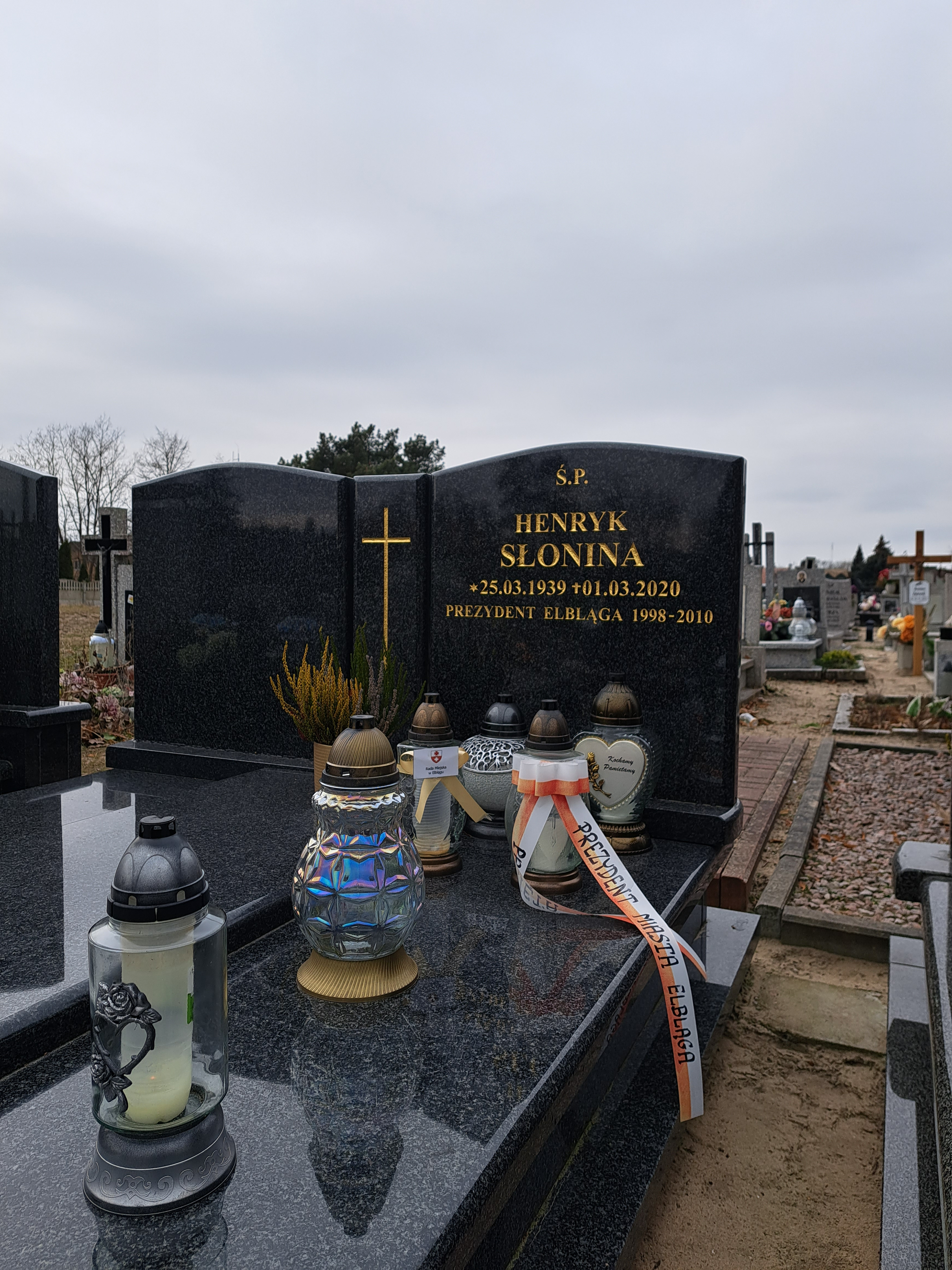
Grób Henryka Słoniny na cmentarzu w Stegnie

Henryk Słonina (ur. 25 marca 1939 w Kamieniu, zm. 1 marca 2020 w Nowym Dworze Gdańskim) – polski polityk, samorządowiec, w latach 1998–2010 prezydent Elbląga.

## Życiorys
Syn Władysława i Bronisławy. Ukończył studia na Wydziale Ekonomiczno-Pedagogicznym Akademii Rolniczo-Technicznej w Olsztynie. Przez około 20 lat pracował w szkolnictwie jako nauczyciel, kierownik szkoły, inspektor oświaty, dochodząc do stanowiska zastępcy kuratora województwa elbląskiego. W latach 1982–1990 i ponownie w okresie 1994–1998 pełnił funkcję wiceprezydenta Elbląga.
W 1998 został wybrany przez radę miejską na urząd prezydenta miasta. W wyborach samorządowych w 2002, startując z listy KKW SLD-UP, skutecznie ubiegał się o reelekcję, wygrywając w drugiej turze. W 2004 zawiesił członkostwo, a następnie formalnie wystąpił z Sojuszu Lewicy Demokratycznej. W kolejnych wyborach, startując z listy koalicji Lewica i Demokraci, został wybrany już w pierwszej turze. W 2010 ubiegał się o reelekcję na stanowisko prezydenta Elbląga w wyborach samorządowych z ramienia lokalnego komitetu (przy poparciu m.in. PSL). W pierwszej turze wyborów uzyskał ponad 10 tys. głosów (ok. 30%), zajmując 2. miejsce spośród 5 kandydatów i przechodząc do drugiej tury wyborów razem z Grzegorzem Nowaczykiem. W drugiej turze głosowania uzyskał ponad 12 tys. głosów (ok. 40%), przegrywając ze swoim konkurentem. Wszedł też ponownie do rady miejskiej, jednak zrezygnował z mandatu. 9 grudnia 2010 zakończył urzędowanie na stanowisku prezydenta.
1 lutego 2013 objął funkcję doradcy marszałka warmińsko-mazurskiego Jacka Protasa. Rok później zrezygnował z funkcji doradcy. W przedterminowych wyborach na prezydenta Elbląga w tym samym roku poparł startującego z własnego komitetu Witolda Wróblewskiego z PSL.
Przez szereg lat był działaczem Towarzystwa Przyjaciół Dzieci, w tym prezesem Zarządu Powiatowego oraz wiceprezesem Zarządu Wojewódzkiego w Elblągu). W 2010 zasiadał w Narodowej Radzie Rozwoju przy prezydencie RP Lechu Kaczyńskim.
Zmarł 1 marca 2020 w szpitalu w Nowym Dworze Gdańskim. Po jego śmierci w Ratuszu Staromiejskim w Elblągu wyłożono księgę kondolencyjną. 3 marca 2020 uroczystą mszą świętą pożegnalną w kościele Miłosierdzia Bożego w Elblągu rozpoczęto uroczystości pogrzebowe Henryka Słoniny. 4 marca 2020, po uroczystej mszy pogrzebowej w kościele Najświętszego Serca Pana Jezusa w Stegnie pod przewodnictwem biskupa seniora elbląskiego Jana Styrny, były prezydent Elbląga został pochowany na miejscowym cmentarzu.

## Odznaczenia i upamiętnienie
W 2003 otrzymał Krzyż Oficerski Orderu Odrodzenia Polski (2003). Odznaczony również Brązowym i Srebrnym Krzyżem Zasługi oraz Medalem Komisji Edukacji Narodowej.
W 2022 został patronem sali koncertowej Ratusza Staromiejskiego w Elblągu.